# 籠頭小鱸
籠頭小鱸為輻鰭魚綱鱸形目鱸亞目河鱸科的其中一種，分布於美國田納西州及喬治亞州的庫薩河流域，體長可達6.5公分，棲息在沙底質的溪流。